# Fédération générale des syndicats de Corée
La Fédération générale des syndicats de Corée, fondée le 30 novembre 1945, regroupe les différentes organisations syndicales, structurées par branche d'activité et par région, en Corée du Nord.
La Fédération générale des syndicats de Corée est membre de la Fédération syndicale mondiale (FSM).
Le 27 juin 2005, le PAME (Front militant de tous les travailleurs) de Grèce a organisé une conférence sur la réunification de la Corée, au cours de laquelle sont intervenus notamment Kim Yong-do, vice-président de la Fédération générale des syndicats de Corée, Geórgios Mavríkos, membre du PAME grec et coordinateur européen de la FSM, et Ramon Cardona, secrétaire général adjoint de la FSM (compte-rendu de cette conférence à l'adresse suivante : www.korea-is-one.org).